# الکس تلیس
'الکس تلیس (پرتغالی برزیلی:[aˈlɛks ˈtɛlis]؛ زاده ۱۵ دسامبر ۱۹۹۲) (به انگلیسی: Alex Telles) بازیکن فوتبال اهل برزیل است که برای باشگاه بوتافوگو بازی می‌کند.
تلس تاکنون در تیم‌های یوونتود، گرمیو، گالاتاسرای، اینترمیلان، پورتو، منچستریونایتد و سویا بازی کرده است.او هم اکنون مدافع تیم بوتافوگو است.

## آمار ملی

### بازی‌های ملی
تا تاریخ ۲۰ ژوئن ۲۰۲۳
| برزیل | برزیل | برزیل |
| سال   | بازی  | گل    |
| ----- | ----- | ----- |
| ۲۰۱۹  | ۱     | ۰     |
| ۲۰۲۰  | ۳     | ۰     |
| ۲۰۲۲  | ۶     | ۰     |
| ۲۰۲۳  | ۲     | ۰     |
| مجموع | ۱۲    | ۰     |

## افتخارات
گالاتاسرای
- سوپر لیگ فوتبال ترکیه(۱): ۲۰۱۵–۲۰۱۴
- جام حذفی فوتبال ترکیه(۲): ۲۰۱۴–۲۰۱۳، ۲۰۱۵–۲۰۱۴
- سوپر جام فوتبال ترکیه(۱): ۲۰۱۵

پورتو
- لیگ برتر فوتبال پرتغال(۲): ۲۰۱۸–۲۰۱۷، ۲۰۲۰–۲۰۱۹
- جام حذفی فوتبال پرتغال(۱): ۲۰۲۰–۲۰۱۹
- سوپر جام فوتبال پرتغال(۱): ۲۰۱۸
- منچستر یونایتد
- لیگ اروپا: ۲۰۲۱–۲۰۲۰ نایب قهرمان
- النصر عربستان
- جام قهرمانان باشگاه‌های عربی (۱): ۲۰۲۳